# Okajama
Okajama (japonsko 岡山市, latinizirano: Okajama-ši) je glavno mesto prefekture Okajama v regiji Čugoku na Japonskem. Mesto je bilo ustanovljeno 1. junija 1889. Od februarja 2017 ima mesto ocenjeno število prebivalcev 720.841 in gostoto prebivalstva 910 oseb na km². Skupna površina je 789,88 kvadratnih kilometrov.
V mestu je Koraku-en, znan kot eden od treh najboljših tradicionalnih vrtov na Japonskem, in grad Okajama, ki je uvrščen med 100 najboljših japonskih gradov. Mesto je znano kot prizorišče japonske pravljice Momotarō. Okajama se je leta 2016 pridružila Unescovi globalni mreži učečih se mest (Global Network of Learning Cities’’).

## Zgodovina

### Obdobje Sengoku do obdobja Tenšo
Pred obdobjem Muromači je bila Okajama en kotiček kmetijske regije in je vključevala majhen grad, ki ga je zgradil Kanemicu. V obdobju Sengoku je daimjo Ukita Naoie napadel Okajamo in napadel grad zaradi transportnih virov in obsežnih kmetijskih zemljišč v regiji. Naoie je preoblikoval grad, zgradil staro cesto Sanjo do osrednjega dela grajskega mesta in poklical obrtnike tako znotraj kot zunaj province Bizen. Okajama je postala politična in gospodarska prestolnica province Bizen.

## Obdobje Edo
Leta 1600 je daimjo Ukita Hideie, ki je bil sin Naoie in gospodar Okajame, izgubil v bitki pri Sekigahari. Naslednje leto je Kobajakava Hideaki, peti sin samuraja Kinošita Iesada prišel v Okajamo in postal fevdalni gospodar domene Okajama. Hideaki je umrl leta 1602 in s tem končal linijo Kobajakava. Ikeda Tadatugu, ki je bil fevdalni gospodar domene Himedži, je postal naslednji gospodar Okajame. Po tem so do druge polovice 19. stoletja Okajami vladali Ikedi. Z nadaljevanjem gospodarskega razvoja je Okajama v 18. stoletju postala eno izmed desetih najboljših velikih grajskih mest na Japonskem. Vrt Koraku-en je razvil četrti daimjo, Ikeda Cunamasa.

### Obnova Meidži do druge svetovne vojne
29. avgusta 1871 je nova vlada Meidži japonskega cesarstva zamenjala tradicionalni sistem fevdalnih domen s centralizirano vladno oblastjo (prefekture Japonske). Okajama je postala glavno mesto prefekture Okajama. Leta 1889 je bilo ustanovljeno mesto Okajama. V obdobju Meidži je bila v mestu Okajama zgrajena železnica, ki je močno pospešila razvoj mesta. Na primer, ustanovljeni sta bili šesta višja srednja šola (第六高等学校, Dairoku Kōtōgakō) in Okajama Medicinski kolidž (岡山医科大学, Okajama Ika-daigaku). Okajama je postala eno najpomembnejših krajev na zahodu Japonske za promet in izobraževanje. Ko se je začela druga svetovna vojna, je bilo mesto bazni tabor japonske vojske. 29. junija 1945 je mesto napadlo vojaško letalstvo ameriške vojske z zažigalnimi bombami. Skoraj vse mesto je bilo požgano, ubitih pa je bilo več kot 1700 ljudi. Okajama je v vojni utrpela strašno škodo, saj je izgubila več kot 12.000 gospodinjstev.

### Po vojni
Med japonskim gospodarskim razcvetom v 1960-ih se je Okajama hitro razvila kot eno najpomembnejših mest v regijah Čugoku in Šikoku. Leta 1972 je San'jo Šinkansen začel obratovati med postajama Šin-Ōsaka in Okajama. Dve leti pozneje je bila storitev Šinkansen razširjena na Hakato.
Leta 1988 je bil odprt most Seto-Ōhaši, ki je neposredno po železnici in cesti povezal Okajamo s Šikokujem.
Mesto je postalo osrednje mesto leta 1996 in imenovano mesto 1. aprila 2009.

## Geografija
Mesto Okajama je v južnem delu prefekture Okajama, v zahodnem delu otoka Honšu. Mesto na jugu omejuje Notranje morje Seto. Mesto prečka reka Asahi.
Odkar je Okajama leta 2009 postala imenovano mesto, je bilo mesto razdeljeno na štiri okrožja (ku).
| Okrožje                          | št. prebivalcev | Površina (km2) | Gostota (per km2) | Karta |
| -------------------------------- | --------------- | -------------- | ----------------- | ----- |
| Kita-ku (administrativni center) | 302.685         | 451,03         | 671               |       |
| Naka-ku (centralno okrožje)      | 142.237         | 51,24          | 2776              |       |
| Higaši-ku (vzhodno okrožje)      | 96.948          | 160,28         | 605               |       |
| Minami-ku (južno okrožje)        | 167.714         | 127,36         | 1317              |       |
| Prebivalci 1. oktober 2010       |                 |                |                   |       |

### Združitve
- 22. marca 2005 sta se mesto Micu (iz okrožja Micu) in mesto Nadasaki (iz okrožja Kodžima) združila v Okajamo.
- 22. januarja 2007 sta se mesto Takebe (iz okrožja Micu) in mesto Seto (iz okrožja Akaiva) združila v Okajamo.

Okrožja Kodžima, Micu in Akaiva so bila zaradi teh združitev razpuščena.

### Podnebje
Okajama ima milo podnebje v primerjavi z večino Japonske. Ima največ dni brez dežja (manj kot 1 mm padavin) od vseh mest na Japonskem. Uvrščeno je med drugo najbolj suho in četrto najbolj sončno mesto v regiji Čugoku. Podnebje je po Köppnovi podnebni klasifikaciji razvrščeno kot vlažno subtropsko (Cfa).
Lokalno podnebje je skozi vse leto dovolj toplo, da podpira oljke. Okajamo pogosto imenujejo »dežela sonca« zaradi majhnega števila deževnih dni na leto.

## Gospodarstvo

### Kmetijstvo
Mesto leži v nižini Okajama, kjer so riž, jajčevci in kitajski drobnjak (Allium tuberosum) pomembni pridelki. Bele breskve in grozdje gojijo v goratem, severnem delu mesta.

### Industrija
Leta 2005 je bil bruto domači proizvod mesta 800 milijard jeno, skoraj 10 % BDP prefekture Okajama. Velika Okajama, metropolitansko zaposlitveno območje Okajame, ima leta 2010 BDP 63,1 milijarde USD. Glavne industrije so strojna orodja, kemikalije, živila in tiskanje. Kōnan, okrožje v južnem delu mesta, je najbolj razvito industrijsko območje.

### Trgovina
Okajama je jedro metropolitanskega območja Okajama, ki vključuje mesti Kurašiki in Sōdža. Glavno komercialno okrožje je Omotečō, blizu gradu Okajama in Kōraku-en ter območje okoli postaje Okajama. Omotečō ima veliko pokritih nakupovalnih arkad.
Sedež Aeon Corporation, zasebne šole angleškega jezika z več kot 3000 zaposlenimi, je v Okayami.

## Kultura
Grad Okajama in Koraku-en sta najpomembnejši znamenitosti Okajame.
Grad Okajama (z vzdevkom Udžō (烏城 »vranji grad«) je leta 1597 zgradil Ukita Naoie, japonski daimjo. Uničen je bil v bombardiranju leta 1945 med drugo svetovno vojno, a leta 1966 obnovljen.
Koraku-en, znan kot eden od treh najboljših tradicionalnih vrtov na Japonskem, leži južno od grajskega posestva. Koraku-en je Ikeda Cunamasa gradil več kot 14 let in dokončal leta 1700.
Sōgen-dži, velik budistični samostan, ki pripada sekti Rinzai, je blizu središča mesta. Več opatov večjih samostanov v Kjotu je iz Sōgen-džija.

### Festivali
Vsak avgust od leta 1994 je v Okajami festival Momotarō Macuri, ki je združitev treh različnih festivalov, vključno s festivalom Uraja (ples ki ga izvajajo plesalci, naličeni v ogre (latinsko Orcus - »bog podzemlja«) poosebljenega demona prisege), ki je neke vrste Josakoi ples, zelo energičen in združuje tradicionalne japonske plesne gibe z moderno glasbo.

### Kuhinja
Okajama ima več tradicionalnih jedi. Barazuši, jed iz suši riža, vsebuje sveže ribe iz Notranjega morja Seto. Kibi dango (吉備団子) gelaste kroglice iz prahu prosa in riža so znane sladkarije s tega območja.

## Pobratena mesta
Okajama je pobratena z:
- Luojang, Henan,  Kitajska (1981)
- Plovdiv, Bolgarija (1972)
- San José, Kostarika (1969)
- San Antonio, Teksas,  ZDA (1976)
- San Jose, Kalifornija, ZDA (1957)
- Ninh Bình, Vietnam (2018)

### Prijateljski odnosi
- Bucheon, Gjeonggi-do, Južna Koreja (2002)
- Hsinču, Tajvan (2003)
- Pune, Maharashtra, Indija (2014)